# جورج وادا
جورج وادا (انگلیسی: George Wada؛ زادهٔ ۱۹۷۸ (۴۶–۴۷ سال)) تهیه‌کننده فیلم اهل ژاپن است.